# 格弥斯托士·卜列东
格弥斯托士·卜列东（希臘語：Γεώργιος  Γεμιστός Πλήθων，羅馬化：Georgius Gemistos Pletho，约1355或1360年—1452或1454年），14世纪後半葉、15世纪初知名的拜占廷著者，柏拉图主义哲学家，在西方复兴希腊古典文学的先驱。

## 生平
卜列东生于君士坦丁堡，一生大部分时间在伯罗奔尼撒摩里亚专制国的米斯特拉斯（斯巴达旧址附近）度过。1426年於曼努埃爾二世時任要职。
格弥斯托士出于对柏拉图的景仰之情取字 （Plethon，意即“丰盛”），且“卜列东”亦是现代希腊文  的古译。一说认为“格弥斯托士”、“卜列东”寓意学识广博，而其等身著作亦不负此名。
1438年，谋求天主教与东正教和解的佛罗伦斯大公会议召开时，格弥斯托士是希腊教会的代表之一。起初，他因与天主教会在圣神本性上的分歧而反对合一。尽管他在这个问题上并未改变观点，及後却积极地推动合一。然而合一之目标未能达成。
在格弥斯托士所身处的年代，亚里士多德的学说盛行却趋于陈腐。出于对亚氏经院哲学的反感，格弥斯托士专攻柏拉图哲学，并致力于发扬。贝萨里翁枢机就是他的学生。在佛罗伦萨时，他被引见给科西莫·德·美第奇，说服他柏拉图哲学高于亚里士多德。于是，格弥斯托士成了当时西方哲学新思潮的领袖，柏拉图哲学也成了当时佛罗伦萨的时髦学说，在整个意大利，开始令亚里士多德黯然失色。于是，有人指责格弥斯托士及其追随者意图以柏拉图主义将基督教取而代之。直至15世纪末，柏拉图一直是意大利哲学界的偶像。在拜占廷和西方，他与亚里士多德学派展开论战无数。

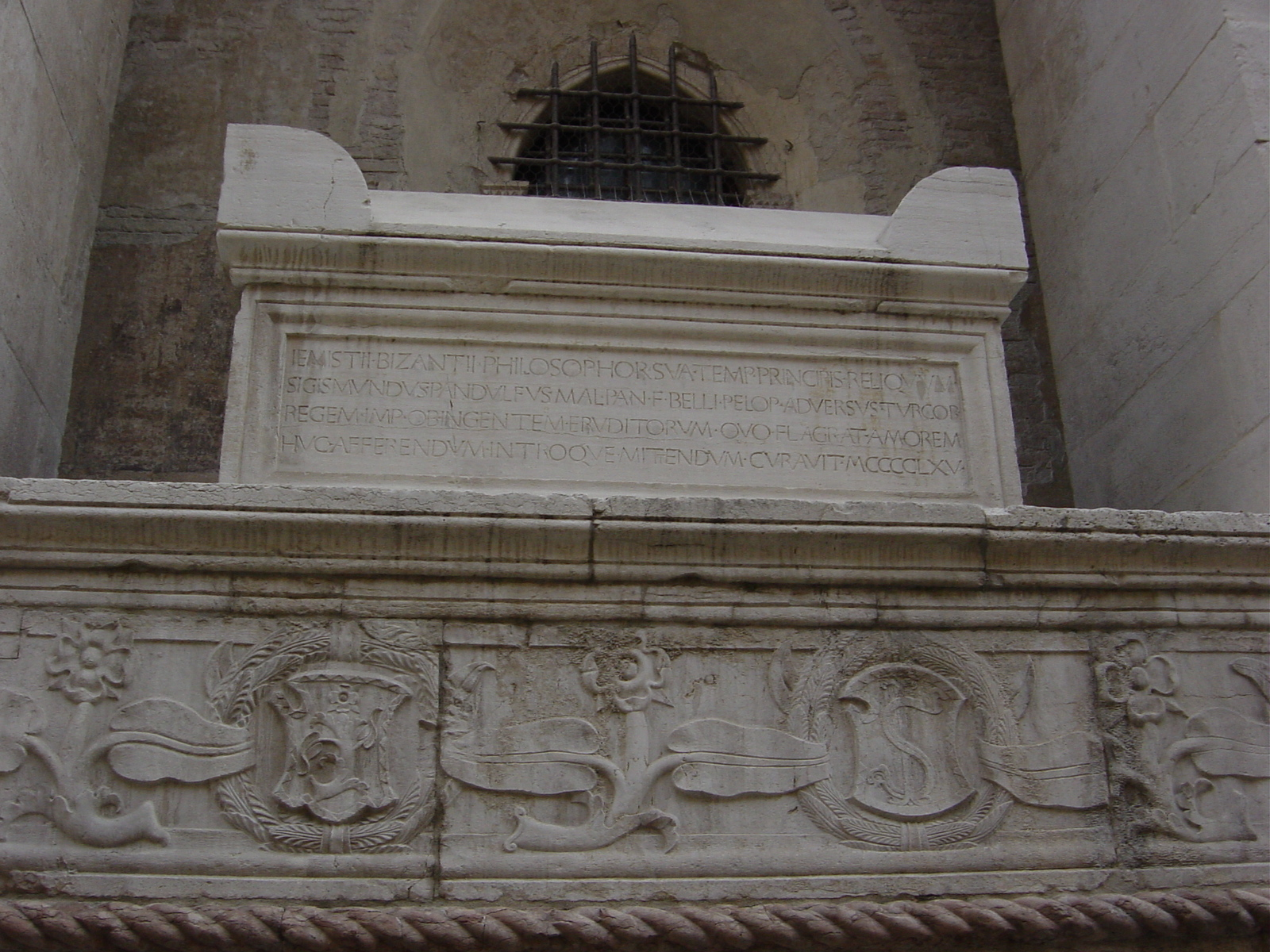
格弥斯托士之墓，于里米尼。

1441年，老年格弥斯托士作为皇帝的官员，回到伯罗奔尼撒。1452年（一说1454年），格弥斯托士·卜列东逝于米斯特拉斯。

## 著作
格弥斯托士一生著述主要有：
- De gestis graecorum post pugnam ad Mantineam，辑录西西里的狄奧多羅斯及普魯塔克；
- Oracula magica Zoroastris，论拜火教；
- Prolegomena Artis Rhetoricae 论修辞；
- Orationes funebres de inmortalitate animae 论灵魂；
- Zoroastri et Platonicorum dogmatum compendium（《瑣羅亞斯德、柏拉图要义》）；
- De Facto（《事实篇》）；
- De Virtutibus / Περὶ ἀρετῶν（《美德篇》）；
- De Legibus / Νόμων συγγραφή（《法律篇》），格弥斯托士最重要的作品，仿柏拉图的《法律篇》而作，遭金納迪烏斯·斯科拉里奧斯（后来的君士坦丁堡牧首金納迪烏斯二世）谴责；
- De Platonicae atque Aristotelicae Philosophiae differentia，尊柏拉图而贬亚里士多德之说；
- Orationes duae de Rebus Peloponnesiacis Constituendis，上书皇帝曼努埃爾二世·帕里奥洛格斯；

另有关于伯罗奔尼撒的  等地理著作，论音乐作品，以及致贝萨里翁等人的书信流传。其大多数著作收录于 J.-P. Migne 编辑的《希腊教父全集》（Patrologia Graeca, 160）。